# 直定規
直定規（ちょくじょうぎ、英：A straightedge or straight edge）は、直線の描画や直線性の確認に使用するツール。 長さに沿って等間隔のマークが付いている場合、「ルーラー」とも呼ばれる。 
直定規は、自動車製造および機械加工業界で、機械加工された合わせ面の平面度をチェックするためにも使用されている。 
真の真直度は レーザーラインレベルを光学的な直定規として使用することで確認できる場合がある。これは、板や棚の端などの平面上の正確な直線を照らすことができる。 
Winding_stickと呼ばれる一対の直定規は、木片のねじれを増幅するために木工作業で使用されている。 

## コンパスおよびストレートエッジ構造
直定規は 平面ジオメトリにおいては 定規とコンパスによる作図で活用される。方法の一例は次の通り。 
- 2つの点を指定して、それらを結ぶ線を描画
- 点と円を指定して、いずれかの接線を描画
- 2つの円が与えられると、それらの共通の接線のいずれかを描画

1つのセグメントの長さを別のセグメントに転送するために、 コンパスと一緒にマークしたり使用したりすることはできない。 
直定規がなくても、モール–マスケローニの定理によりすべてのコンパスおよび定規で作成が可能。 つまり、コンパスのみを使用して、それぞれに2点が与えられた2つの線の交点を見つけ、円への接点を見つけることができるが、直定規のみを使用してすべての構築を行うことはできない。 1つの円とその中心を指定すると、直定規だけでそれらを行うことはできる。 